# Sandy Duncan
Sandra Kay (Sandy) Duncan (Henderson (Texas), 20 februari 1946) is een Amerikaanse actrice, filmproducente en scenarioschrijfster.

## Biografie
Duncan is geboren in Henderson (Texas) maar groeide op in Tyler (Texas), en heeft haar studie gevolgd aan de Lon Morris College in Jacksonville (Texas).
Duncan begon met haar acteercarrière op twaalfjarige leeftijd in het theater met het toneelstuk The King and I voor een salaris van $ 150,- per week. Hierna heeft zij nog meerdere rollen gespeeld in lokale theaters, zij maakte in 1969 haar debuut op Broadway in de musical Canterbury Tales. Hiernaast heeft zij nog meerdere rollen gespeeld op Broadway, zij is driemaal genomineerd voor een Tony Award voor haar werk op Broadway.
Duncan begon in 1964 met acteren voor televisie in de televisieserie Search for Tomorrow. Hierna heeft zij nog meerdere rollen gespeeld in televisieseries en films zoals Funny Face (1971), Roots (1977), The Fox and the Hound (1981) en Valerie (1987–1991).
Duncan is ook actief als filmproducente en scenarioschrijfster, in 2008 heeft zij dit werk gedaan voor de televisieserie Ka-Ching!.
Duncan was van 5 september 1968 tot en met 1972 getrouwd, en van 10 januari 1973 tot en met 1979 was zij opnieuw getrouwd. Op 21 juli 1980 is zij weer getrouwd en heeft hieruit twee zonen (1983 en 1984). Tijdens haar huwelijk met haar tweede echtgenoot kreeg zij een tumor achter haar linkeroog dat de oogzenuw beschadigde en het resultaat was dat haar zicht in het oog wegviel en ondanks de geruchten heeft zij geen glazen oog. Zij leeft nu met haar gezin in Upper East Side New York.

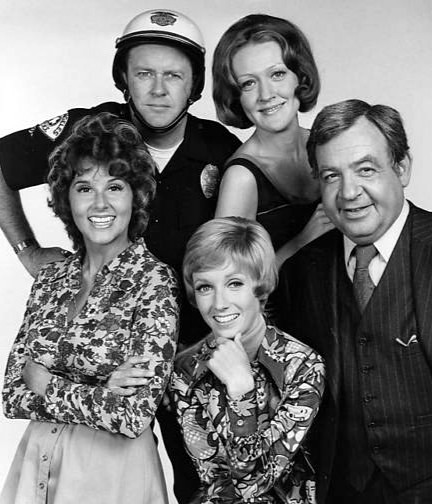
Sandy Duncan (midden), met de acteurs van The Sandy Duncan Show (1972)

## Prijzen[1]

### Golden Globes
- 1972 in de categorie Beste Actrice in een Film met de film Star Spangled Girl – genomineerd.
- 1972 in de categorie Beste Vrouwelijke Nieuwkomer met de film The Million Dollar Duck – genomineerd.

### Emmy Awards
- 1977 in de categorie Uitstekende Optreden door een Actrice in een Bijrol in een Televisieserie met de televisieserie Roots – genomineerd.
- 1972 in de categorie Uitstekende Optreden door een Actrice in een Hoofdrol in een Komedieserie emt de televisieserie Funny Face – genomineerd.

## Filmografie

### Films
Uitgezonderd korte films.
- 2001 Never Again – als Natasha
- 1996 Ang titser kong pogi – als kind
- 1994 The Swan Princess – als koningin Uberta (animatiefilm)
- 1993 Miracle on Interstate 880 – als Lorrie Helm
- 1991 Rock-A-Doodle – als Peepers (animatiefilm)
- 1989 My Boyfriend's Back – als Chris Henry
- 1987 Survivor – als biologische raadgeefster
- 1984 My Little Pony – als Vuurvlieg / Applejack (animatiefilm)
- 1983 Parade of Stars – als Irene Castle
- 1981 The Fox and the Hound – als Vixey (animatiefilm)
- 1979 Liberace: A Valentine Special – als ??
- 1978 The Cat from Outer Space – als Liz
- 1976 Christmas in Disneyland – als gids
- 1976 Pinoccho – als Pinocchio
- 1974 Sandy in Disneyland – als gastvrouw
- 1974 Family Theatre: Married Is Better – als Sandy
- 1974 Bacharach 74 – als ??
- 1971 Star Spangled Girl – als Amy Cooper
- 1971 The Million Dollar Duck – als Katie Dooley
- 1969 Midnight Cowboy – als vrouw in tv montage

### Televisieseries
Uitgezonderd eenmalige gastrollen.
- 2014–2015 Law & Order: Special Victims Unit - als rechter Virginia Farrell - 2 afl.
- 1987 – 1991 Valerie – als Sandy Hogan – 78 afl.
- 1986 My Little Pony 'n Friends – als vuurvlieg - ? afl.
- 1977 Roots – als Anne Reynolds – 3 afl.
- 1972 The Sandy Duncan Show – als Sandy Stockton – 13 afl.
- 1971 Funny Face – als Sandy Stockton – 13 afl.
- 1964 Search for Tomorrow – als Helen - ? afl.

## Theaterwerk opBroadway
- 2015 - 2016 Finding Neverland - als mrs. du Maurier (understudy)
- 1996 – heden Chicago – als Roxie Hart (understudy)
- 1983 – 1985 Me One And Only – als Edith Herbert (understudy)
- 1979 – 1981 Peter Pan – als Peter Pan
- 1970 The Boy Friend – als Maisie
- 1969 Love Is a Time of Day – als April MacGregor
- 1969 Canterbury Tales – als Molly / Alison / May

- Bibliothèque nationale de France: cb14173769z (data)
- International Standard Name Identifier: 0000 0001 1483 8531
- Library of Congress Control Number: n88274419
- MusicBrainz: 6336f505-f78c-4692-9492-5cebaa6fb4e7
- Nationale Bibliotheek van Israël: 987007317002205171
- Nationale Bibliotheek van Polen: a0000001617423
- SNAC: w6tj0wz3
- Virtual International Authority File: 167177614
- WorldCat: E39PBJbM8QGVbV7Y9gDPFWwV4q

1. ↑  (en) Prijzen op IMDb